# Naisten II-divisioona 2020
La Naisten II-divisioona 2020 è la 5ª edizione del campionato di football americano di terzo livello femminile, organizzato dalla SAJL.

## Squadre partecipanti
| Club              | Città     | Stadio | Sponsor ufficiale | Risultato nella stagione 2019 |
| ----------------- | --------- | ------ | ----------------- | ----------------------------- |
| Jyväskylä Jaguars | Jyväskylä |        |                   |                               |
| Helsinki Roosters | Helsinki  |        |                   |                               |
| Lahti Panthers    | Lahti     |        |                   |                               |

## Stagione regolare

### Calendario

#### 1ª giornata
| Lahti 25 luglio 2020, ore 17:00 | Lahti Panthers | 14 – 18 | Helsinki Roosters | Mukkulan tekonurmi |

#### 2ª giornata
| Jyväskylä 2 agosto 2020, ore 13:15 | Jyväskylä Jaguars | 52 – 8 | Lahti Panthers | Viitaniemen liikuntapuisto |

#### 3ª giornata
| Helsinki 9 agosto 2020, ore 13:00 | Helsinki Roosters | 6 – 20 | Jyväskylä Jaguars | Velodromo di Helsinki |

### Classifica
La classifica della regular season è la seguente:
- PCT = percentuale di vittorie, G = partite giocate, V = partite vinte, P = partite perse, PF = punti fatti, PS = punti subiti

| Pos. | Squadra           | PCT   | G | V | N | P | PF | PS |
| ---- | ----------------- | ----- | - | - | - | - | -- | -- |
| 1    | Jyväskylä Jaguars | 1.000 | 2 | 2 | 0 | 0 | 72 | 14 |
| 2    | Helsinki Roosters | .500  | 2 | 1 | 0 | 1 | 24 | 34 |
| 3    | Lahti Panthers    | .000  | 2 | 0 | 0 | 2 | 22 | 70 |

## Playoff

### Tabellone
|  | Semifinali | Semifinali        | Semifinali |                   |    | V Finale Naisten II-divisioona | V Finale Naisten II-divisioona | V Finale Naisten II-divisioona |  |
|  |            |                   |            |                   |    |                                |                                |                                |  |
|  |            |                   |            |                   |    | 1                              | Jyväskylä Jaguars              | 66                             |  |
|  |            |                   |            |                   |    | 1                              | Jyväskylä Jaguars              | 66                             |  |
|  |            |                   |            | Helsinki Roosters | 46 |                                |                                |                                |  |
|  | 2          | Helsinki Roosters | 22         | Helsinki Roosters | 46 |                                |                                |                                |  |
|  | 2          | Helsinki Roosters | 22         |                   |    |                                |                                |                                |  |
|  | 3          | Lahti Panthers    | 14         |                   |    |                                |                                |                                |  |

### Semifinale
| Helsinki 22 agosto 2020, ore 13:00 | Helsinki Roosters | 22 – 14 | Lahti Panthers | Velodromo di Helsinki |

### V Finale Naisten II-divisioona
| Jyväskylä 29 agosto 2020, ore 16:30 | Jyväskylä Jaguars | 66 – 46 | Helsinki Roosters | Viitaniemen liikuntapuisto |

## Verdetti
- Jyväskylä Jaguars Vincitrici della Naisten II-divisioona 2020